# 兵庫県道550号熊谷味取線
兵庫県道550号熊谷味取線（ひょうごけんどう550ごう くまだにみどりせん）は、兵庫県美方郡新温泉町から美方郡香美町に至る一般県道である。

## 概要
美方郡新温泉町熊谷から美方郡香美町村岡区味取に至る。
美方郡新温泉町桧尾から美方郡香美町村岡区味取の全幅1.9 m以下の制限区間は冬期間は通行止めになる。この区間は樹木の侵食が激しく、落石や朽ちた木の破片などが路上に散乱しており路面状況は非常に悪い。2018年（平成30年）現在、香美町側には「この先幅員狭小 急勾配急カーブ 車両通行困難」の常設看板が設置されている。

### 路線データ
- 起点：美方郡新温泉町熊谷（兵庫県道549号久斗山今岡線交点）
- 終点：美方郡香美町村岡区味取（兵庫県道4号香住村岡線交点）
- 総延長：9.013 km

## 地理

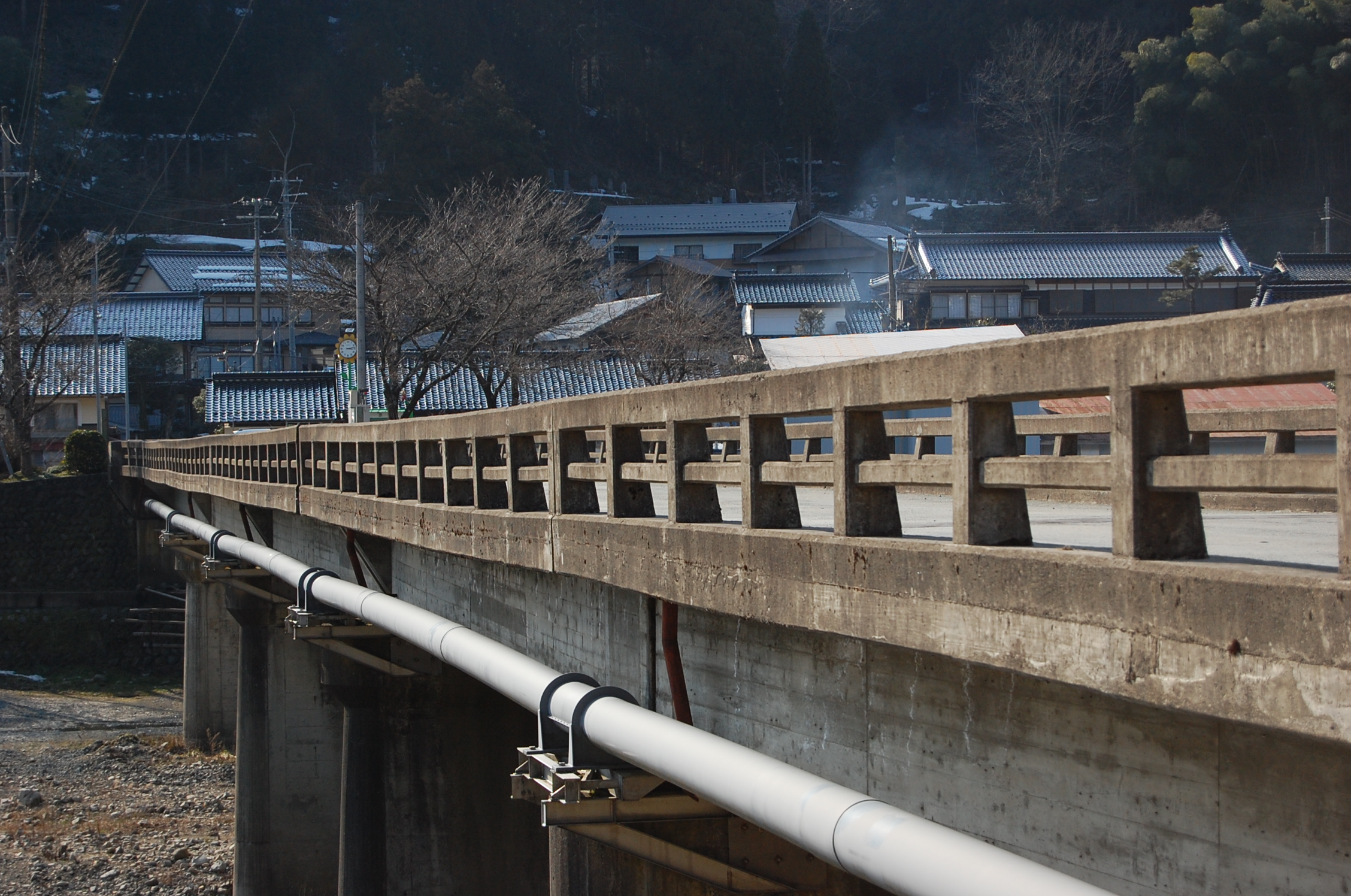
味取橋・美方郡香美町村岡区味取

### 通過する自治体
- 美方郡新温泉町
- 美方郡香美町

### 交差する道路
| 交差する道路              | 市町村名 | 市町村名 | 交差する場所 | 交差する場所 |
| ------------------------- | -------- | -------- | ------------ | ------------ |
| 兵庫県道549号久斗山今岡線 | 美方郡   | 新温泉町 | 熊谷         | 起点         |
| 兵庫県道4号香住村岡線     | 美方郡   | 香美町   | 村岡区味取   | 終点         |

### 沿線
- 矢田川
- 原郵便局